# Silvanolomus goughi
Silvanolomus goughi is een keversoort uit de familie spitshalskevers (Silvanidae). De wetenschappelijke naam van de soort werd in 1993 gepubliceerd door Halstead.